# 瓊林縣
瓊林縣，是明代交阯承宣布政使司演州府下轄的一個縣。治所約在今越南乂安省瓊瑠縣境內。其境內有泡突山，重疊周廻，連綿不絕，從雞冠山東下，形勢深阻，潭水縈繞，山巔舊有閏胡王廟。

## 沿革
- 唐代屬演州地
- 明永樂五年六月癸未（1407年7月5日）置，屬演州府演州[5][6][7]。
- 永樂十年七月初十日癸巳（1412年8月17日），設交阯瓊林縣之芹海門巡檢司[8]。
- 永樂十三年八月二十三日丁亥（1415年9月25日），革演州府為演州直隸州，並演州之芙蓉縣入瓊林縣[9][10][11][12]。